# Дигидрофолат
Дигидрофолат — производное фолата, которое используется ферментом дигидрофолат-редуктазой при синтезе тетрагидрофолата. Дигидрофолат является витамином В9.